# Komárom és Esztergom
Komárom és Esztergom est un ancien comitat de Hongrie créée lors du traité de Trianon.